# Dendrobium yeageri
Dendrobium yeageri är en orkidéart som beskrevs av Oakes Ames och Eduardo Quisumbing y Argüelles. Dendrobium yeageri ingår i släktet Dendrobium och familjen orkidéer. Inga underarter finns listade i Catalogue of Life.